# Маслин, Фёдор Егорович
Фёдор Его́рович Ма́слин (3 марта 1923, село Маральи Рожки, Алтайская губерния — 3 октября 2012, с. Копылово, Томская область) — участник Великой Отечественной войны, полный кавалер ордена Славы.

## Биография
Родился в рабочей семье, по национальности русский. Когда ему исполнилось восемь лет, отца арестовали по ложному обвинению, но, разобравшись, вскоре отпустили. Фёдор окончил пять классов уже в Нарымском крае, здесь пошёл работать лесомаркировщиком и, немного подучившись, стал мастером смолоскипидарного завода. Перед войной работал столяром в кустарно-промысловой артели в посёлке Юлтарево томского Севера. Также жил в рабочем посёлке Белый Яр Типсинского сельсовета Колпашевского района. Когда началась Великая Отечественная война (исполнилось 18 лет, но рост был ниже среднего), Фёдор неоднократно писал заявления с просьбой отправить на передовую. Однако пареньку отказывали, ссылаясь на необходимость рабочих рук в тылу. Когда после ранения с фронта вернулся на производство старый мастер, Фёдор всё-таки был призван в ряды Красной Армии. На фронте — с июня 1942. Попал на Западный фронт в сапёрный взвод. «…За невысокий рост, всего 154 сантиметра, меня прозвали Малышом, — вспоминал Фёдор Егорович, — для фашистов неприметный, где надо, всегда мог прошмыгнуть…».
Служил сапёром (гвардии красноармеец) в сапёрном взводе 272 гвардейского стрелкового полка 90-й гвардейской стрелковой дивизии 6-й гвардейской Армии. В боях на линии защиты Москвы был ранен (весна 1943), после госпиталя вернулся в свою часть. Летом 1943 года отличился в бою и был награждён своей первой боевой наградой, медалью «За отвагу». 6 июля 1943 года сапёр 272-го гвардейского стрелкового полка в составе 90-й гвардейской стрелковой дивизии (6-я гвардейская армия, 1-й Прибалтийский фронт) гвардии красноармеец Маслин Фёдор Егорович подорвал мост, чем остановил продвижение противника. Свою вторую медаль «За отвагу» получил, участвуя в боях за освобождение городов Мещерска и Мосальска.
С начала 1944 года воевал в звании гвардии старший сержант и должности помощника командира сапёрного взвода 272-го гвардейского стрелкового полка в составе 90-й гвардейской стрелковой дивизии (4-я ударная армия, 1-й Прибалтийский фронт).
За время службы Фёдор Маслин неоднократно отличился в боях с фашистскими захватчиками, проявил личное мужество. Прошёл трудный боевой путь, участвовал в Курской битве, в освобождении оккупированных территорий РСФСР, Латвийской ССР, Литовской ССР, Белорусской ССР, Украинской ССР. В период с февраля по август 1944 совершил ряд подвигов, за что был награждён 3 орденами солдатской Славы.
Участие в боевых действиях для бойца-гвардейца закончилось в августе 1944. Спустя несколько дней после боевой операции в Прибалтике (за неё был награждён третьим орденом Славы) Фёдора Маслина подстрелил немецкий снайпер. Маслин перенёс несколько операций, чудом остался жив. После выздоровления был распределён служить в Москву, в хозяйственное управление Наркомата обороны. После окончания войны в 1946 году демобилизован из армии. Работал заведующим клубом, где сам же играл на гармошке. В 1960 году Маслины переехали в город Семипалатинск Казахской ССР.
Работал столяром в вагонном депо до своего выхода на пенсию. Участвовал в объединении ветеранов-участников Великой Отечественной войны. После смерти супруги Валентины, Фёдор Егорович в 1985 году женился второй раз. Супруга, Людмила Ивановна, тоже фронтовичка.
Русский, член КПСС с 1955 по 1991.
Участник Парада Победы в Москве в 1995.
Перепитии постсоветского периода трудно сказались на судьбе фронтовика. А после того, как в 1998 у ветерана похитили боевые ордена, он с семьёй переехал жить на Урал, в город Челябинск. Здесь вновь участвует в деятельности ветеранского движения, встречается со студентами местных вузов, школ, пользуется уважением и общественным признанием. В 2005 году заключённые (зеки) местной челябинской колонии решили помочь ветерану и изготовили дубликаты его орденов, ветеран может теперь вновь гордиться в праздники своими наградами. С просьбой о помощи ветерану к заключённым умельцам-ювелирам тогда обратился сам губернатор области. На дубликатах наград выбиты те же номера, что были на оригиналах наград.
В общей сложности сейчас у Фёдора Маслина шестеро детей, 11 внуков и 12 правнуков. Очередная превратность судьбы: один из сыновей, Николай, женился на гражданке Германии и сейчас живёт в ФРГ. Однако такое обстоятельство не повлияло на отцовскую любовь, сын же приезжает навещать родственников. Другие дети живут в Томске, Москве, других городах страны.
Жил в посёлке Копылово Томского района Томской области с дочерью. Умер 3 октября 2012 года. Похоронен в Копылово.

## Подвиги
- Помощник командира сапёрного взвода 272-го гвардейского стрелкового полка (90-я гвардейская стрелковая дивизия, 4-я ударная армия, 1-й Прибалтийский фронт) гвардии старший сержант Фёдор Маслин 13-го февраля 1944 года у деревни Гурки Витебской области Белорусской ССР под ожесточённым артиллерийским огнём противника с честь выполнил задание командования, — произвёл минирование нейтральной полосы, установил проволочное заграждение. На этих минах подорвалось три немецких танка. За мужество и отвагу, проявленные в боях, 19 июня 1944 года гвардии старший сержант Маслин Фёдор Егорович награждён орденом Славы III степени (№ 102224).
- Командир отделения сапёрного взвода 272-го гвардейского стрелкового полка гвардии старший сержант Ф. Е. Маслин с бойцами вверенного ему подразделения в июле 1944 года у деревни Карташи Плиговка Витебской области Белорусской ССР, под неприятельским огнём восстановил два разрушенных моста, лично снял (разминировал) более сорока противотанковых мин. За мужество и отвагу, проявленные в боях, 11 сентября 1944 года гвардии старший сержант Маслин Фёдор Егорович награждён орденом Славы II степени (№ 17134).
- Разведчик 272-го гвардейского стрелкового полка (90-я гвардейская стрелковая дивизия, 4-я ударная армия, 1-й Прибалтийский фронт) гвардии старший сержант Фёдор Маслин в августе 1944 года при освобождении Латвии возглавляя группу захвата и в бою проявил мужество и отвагу. Группа Маслина разбила засаду противника, состоящую из одного танка Тигр, самоходного орудия и до взвода пехоты. В результате короткой схватки были подорваны танки и самоходка. 30 августа 1944 года в бою у литовского города Биржай Ф. Маслин лично ликвидировал пятерых гитлеровцев, а одного помог взять в плен. Указом Президиума Верховного Совета СССР от 24 марта 1945 года за образцовое выполнение заданий командования в боях с немецко-фашистскими захватчиками гвардии старший сержант Маслин Фёдор Егорович награждён орденом Славы I степени.

Получив в боях три звезды солдатской Славы, Фёдор Егорович Маслин стал полным Кавалером Ордена.
За участие в боях в апреле и мае 1945 на территории Германии был награждён орденом Красной Звезды и орденом Отечественной войны II степени.

## Награды
- 3 ордена Славы: III степени (19.06.1944), II степени (11.09.1944), I степени (24.03.1945).
- Орден Отечественной войны I степени (06.04.1985)
- 2 медали «За отвагу» (07.07.1943[14], 29.11.1943[15])
- юбилейная медаль «За доблестный труд (За воинскую доблесть). В ознаменование 100-летия со дня рождения Владимира Ильича Ленина»[16] (1970)
- медали военные и послевоенные, юбилейные; в том числе:
  - медаль «За победу над Германией в Великой Отечественной войне 1941—1945 гг.» (1945)
  - медаль «За оборону Москвы» (1946)
  - юбилейная медаль «Двадцать лет Победы в Великой Отечественной войне 1941—1945 гг.» (1965)
  - юбилейная медаль «Тридцать лет Победы в Великой Отечественной войне 1941—1945 гг.» (1975)
  - юбилейная медаль «Сорок лет Победы в Великой Отечественной войне 1941—1945 гг.» (1985)
  - юбилейная медаль «50 лет Победы в Великой Отечественной войне 1941—1945 гг.» (1995)
  - юбилейная медаль «60 лет Победы в Великой Отечественной войне 1941—1945 гг.» (2005)
  - юбилейная медаль «65 лет Победы в Великой Отечественной войне 1941—1945 гг.» (2009)
  - нагрудный ветеранский знак-медаль «25 лет Победы в Великой Отечественной войне» (1970)

др. медали СССР и РФ

## Память
- Имя Фёдора Егоровича Маслина представлено на Памятной стеле томичей-героев на аллее Боевой славы томичей в Лагерном саду города Томска.
- Имя Фёдора Егоровича Маслина представлено на Мемориале Славы в городе Барнауле.
- В Челябинске, в районном музее в 2008 была организована экспозиция с материалами о земляке-герое.